# 日本リーダー養成協会
日本リーダー養成協会（にほん - ようせいきょうかい）は、近江の子リーダー養成研究会の組織拡張に伴い1993年に設立された社会教育団体。

## 概要
2005年頃には大学生向けリーダーカレッジを開催し総会員数2000名を超える団体となった。リーダーカレッジ解散により対象を小学生として現在は近江の子リーダー養成研究会（滋賀県）と安芸の子リーダー養成協会広島県を中心に活動している。特に滋賀県内での活動は活発で毎年行われる冬の雪山研修は滋賀県の小学生を中心に600名程度参加している。また夏は沖縄県渡嘉敷島にてキャンプを実施していたが規模の縮小に伴い現在は行われていない。
現在は野外活動のプログラムを中心に研修生を募集している。
指導員はボランティアで教職員や教職員を目指す学生を中心に構成されている。

## 参考
- ピースマムVol20掲載　今年の夏はアウトドアしよう ピースマム ,2014年5月閲覧。
- 日本農業新聞4月29日掲載　生きる力　育み20年　広島市の安芸の子リーダー養成協会 日本農業新聞,2014年4月閲覧。